# Kodi
Kodi (ранее XBMC) — бесплатный кроссплатформенный медиаплеер и программное обеспечение для организации HTPC с открытым исходным кодом. Графический интерфейс программы позволяет управлять видеофайлами, фотографиями и музыкой, находящимися на компьютере, оптическом диске, в интернете или в локальной сети. Может управляться с помощью ПДУ (Kore).
Kodi поддерживает пользовательские плагины и темы оформления. 
Kodi распространяется также в составе специализированных Kodi-дистрибутивах, подобных LibreELEC.

## Скриншоты пользовательского интерфейса Kodi

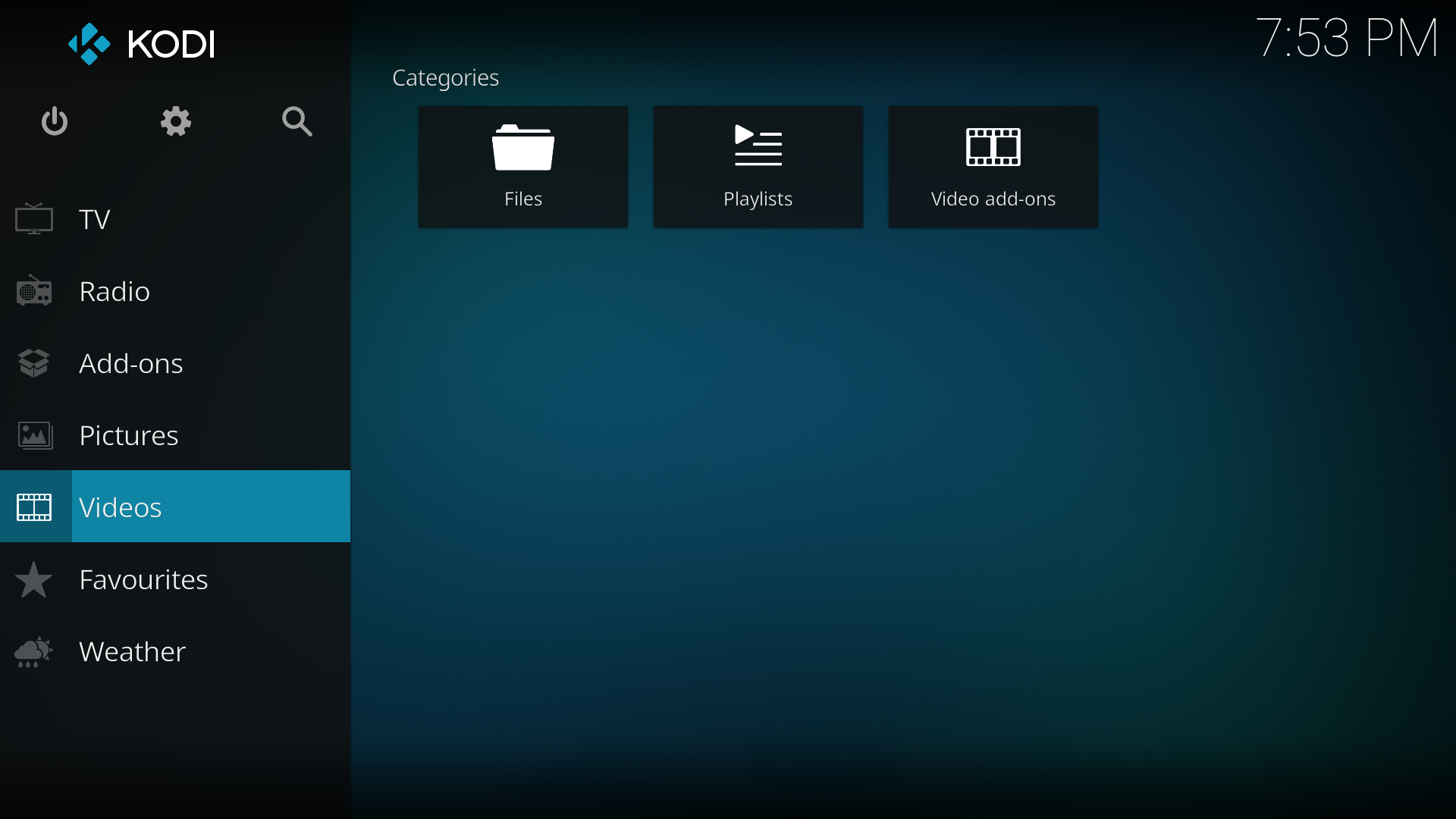
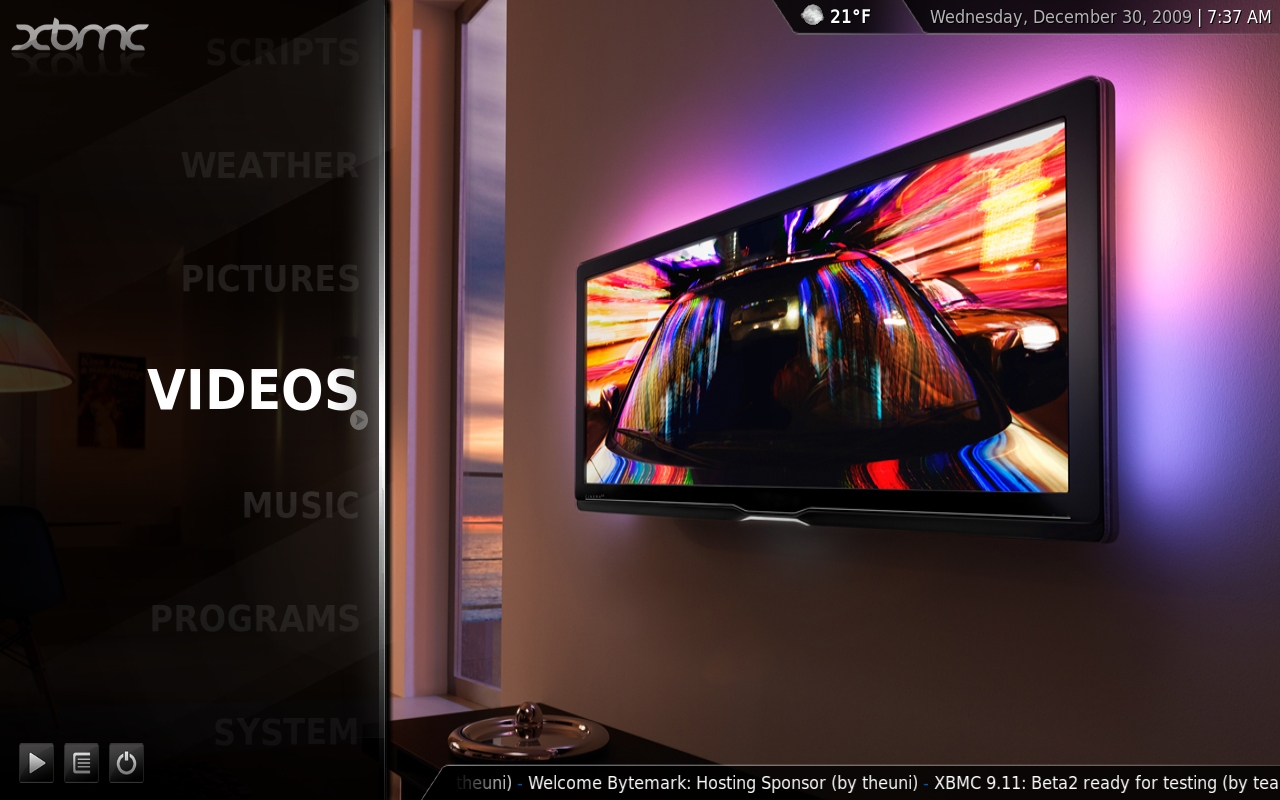
Стартовое окно темы "Confluence".
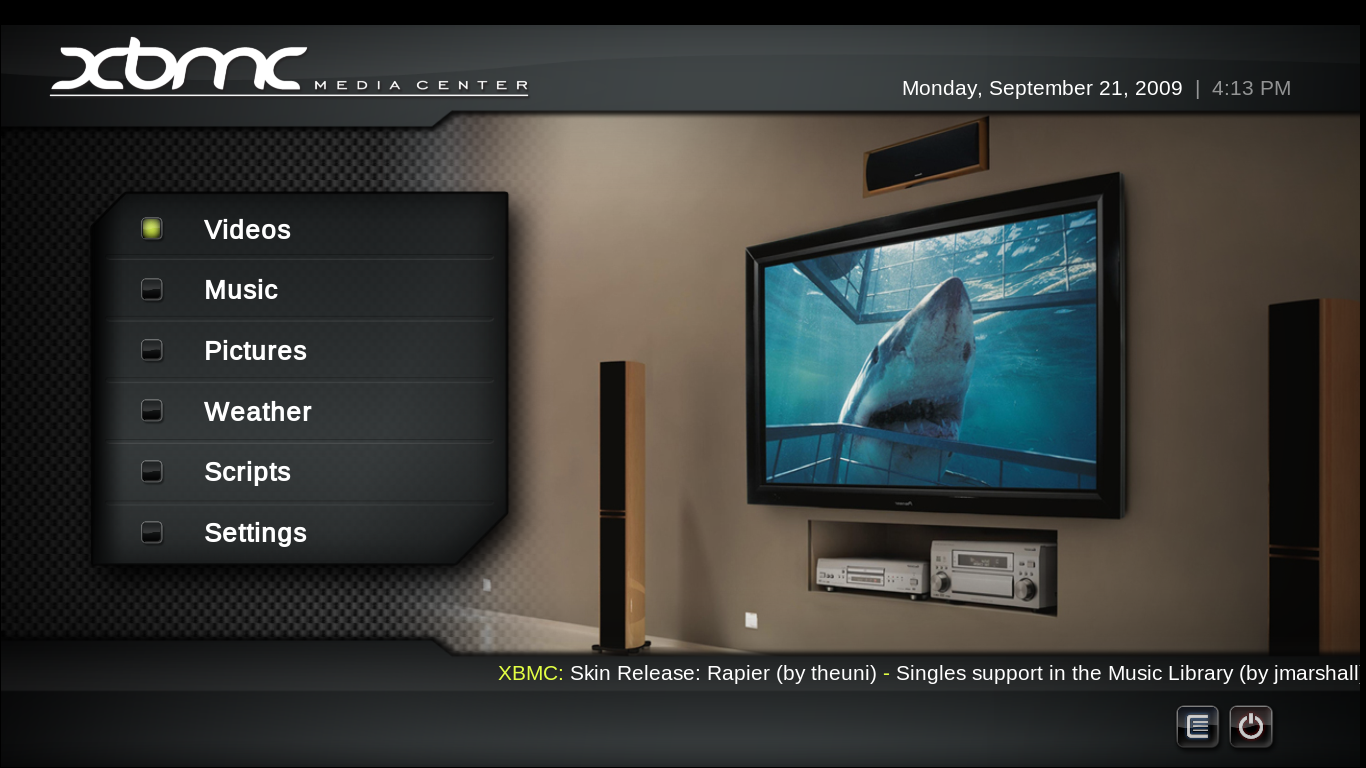
Стартовое окно темы "PM3.HD".

## Награды
- SourceForge 2006 Community Choice Awards
  - Best Multimedia Project
  - Best Game Project
- SourceForge 2007 Community Choice Awards
  - номинирован в 6 категориях

## Возможности
Программа поддерживает различные форматы файлов:
- графические: PNG, JPG, JPEG, BMP, GIF, ICO, TIF, TIFF, TGA, PCX, CBZ, CBR
- звуковые: M4A, FLAC, AAC, STRM, RM, MPA, WAV, WMA, Ogg, MP3, MP2, MOD, AMF, 669, DMF, DSM, FAR, GDM, IMF, IT, M15, MED, OKT, S3M, STM, SFX, ULT, UNI, XM, SID, AC3, DTS, AIF, APE, MAC, MPC, MP, MPP, SHN, WV
- видео: NSV, TS, TY, STRM, RM, RMVB, IFO, MOV, QT, DivX, Xvid, BivX, VOB, PVA, WMV, ASF, ASX, OGM, M2V, AVI, DAT, MPG, MPEG, MP4, MKV, AVC, VP3, SVQ3, NUV, VIV, DV, FLI, 001, FLC
- списки воспроизведения: PLS, M3U, WPL
- образы дисков: CUE, NRG, IMG, ISO, BIN

### Расширения
Kodi имеет открытый API, что позволяет сторонним разработчикам создавать множество расширений: плагины, скрипты, темы оформления, Web-интерфейсы и многое другое. Разработчики Kodi поощряют создание и распространение пользовательских расширений, предоставляя возможность их установки непосредственно из Kodi. Последние релизы построены по новой архитектуре Addons Framework’а, включают в себя Addons Manager GUI, клиент децентрализованного распространения расширений, который использует сторонние сервисы, предоставляющие контент для Kodi. «Addons Manager» («Addons Browser») позволяет пользователям напрямую загружать расширения.
Расширения для Kodi пишутся на языке Python 2 или 3 (начиная с 19 версии), для графики виджетов используется WindowXML, аналогичный Dashboard Widgets в Apple Mac OS X и Microsoft Gadgets в Windows Sidebar.